# IObit Uninstaller
iObit Uninstaller est une application pour Microsoft Windows développé par iObit. Le logiciel est un logiciel de désinstallation de programmes, qui s'étend de la méthode de désinstallation de Microsoft Windows. Il supprime les programmes, barre d'outils et quelques restes des entrées de registre ou des plugins du navigateur.

## Caractéristiques
- capable d'analyser et de force Désinstaller pour supprimer les restes ;
- supprimer la barre d'outils et plugins indésirables ;
- en mesure de se désinstaller ;
- en mesure de désinstaller des programmes dans le lot.

### Accueil
- Test d'IObit Uninstaller sur cNet ;
- Test d'IObit Uninstaller sur v3.co.uk.